# Marvel Super Hero Squad
Marvel Super Hero Squad est un jeu vidéo de type beat them all développé par Blue Tongue Entertainment et édité par THQ, sorti en 2009 sur Wii, PlayStation 2, Nintendo DS et PlayStation Portable.
Il a pour suite Marvel Super Hero Squad : Le Gant de l'infini.

## Accueil
- Jeuxvideo.com : 9/20 (Wii)[1] - 9/20 (DS)[2] - 8/20 (PSP)[3]